# Macbee Planet
株式会社Macbee Planet（マクビープラネット、英称：Macbee Planet, Inc.）は、LTV（顧客生涯価値）予測を強みに成果報酬型でマーケティング支援を展開する企業である。本社は東京都渋谷区に所在。

## 概要
LTVマーケティングのリーディングカンパニー。
ユーザー（消費者）のLTVを起点に、ユーザーの利用金額・継続期間を最大化するためにデータを駆使したプロモーションを展開しており、マーテック（Marketing Technology）カンパニーとして分類される。
各種インターネット広告やインターネットメディアを取り扱い高いLTVが期待できるユーザーの集客をデータドリブンで実現している。
アフィリエイト広告や、ソーシャルメディア運用、SEM広告運用、アドネットワーク／DSP広告運用、YouTuberやインスタグラマーなどのインフルエンサーも活用。美容サロン領域でNo1の実績を有し、 金融などでも業界トップ企業のマーケティングを支援している。
ユーザーの集客を中心とするアナリティクスコンサルティング事業と、独自のクリエイティブ広告である3D ADや自社開発のWebホスピタリティツールRobeeや解約抑止を目的としたコミュニケーションボットSmashを活用し、集客したユーザーのLTVをさらに向上させるマーケティングテクノロジー事業を営んでいる。

## 沿革
- 2015年（平成27年）8月 - 株式会社Macbee Planet設立。データ解析プラットフォーム「ハニカム」をリリース
- 2016年（平成28年）- ベストベンチャー100に選出される
- 2017年（平成29年）
  - 2月 - ベストベンチャー100に選出される（2年連続）[3][4]
  - 11月 - Webホスピタリティツール「Robee」をリリース[5]
  - 12月 - アジアの注目企業100に選出される
- 2018年（平成30年）
  - 3月 - ベストベンチャー100に選出される（3年連続）
  - 4月 - 従業員数20名突破
  - 12月 - 営業活動拠点「福岡オフィス」を開設
- 2019年（平成31年・令和元年）
  - 11月 - デロイト トーマツ グループ、テクノロジー企業成長率ランキング「2019年 日本テクノロジー Fast 50」で4位を受賞[6]
  - 12月 - デロイト トーマツ グループ、テクノロジー企業成長率ランキング「2019年 アジア太平洋地域テクノロジーFast 500」 で148位を受賞[7]
- 2020年（令和2年）
  - 2月 - 従業員数50名突破
  - 3月 - 東京証券取引所マザーズに上場
  - 12月 - テクノロジー企業成長率ランキング「2020年 日本テクノロジー Fast 50」で31位を受賞（2年連続）[8]
- 2021年（令和3年）
  - 3月 - 株式会社Smash設立
  - 8月 - 株式会社Alphaがグループイン
  - 12月 - 代表取締役社長に千葉知裕が就任、テクノロジー企業成長率ランキング 「2021年 日本テクノロジー Fast 50」で26位を受賞（3年連続）
- 2023年（令和5年）3月 - 株式会社ネットマーケティングがグループイン、従業員数100名突破
- 2024年（令和6年）7月 - 東京証券取引所プライム市場に市場変更